# Haddas
Haddas är ett vattendrag i Eritrea.   Det ligger i regionen Norra rödahavsregionen, i den centrala delen av landet, 80 km öster om huvudstaden Asmara.